# Gernot Wersig
Gernot Wersig (* 20. Dezember 1942; † 4. Juli 2006 in Berlin) war ein deutscher Informationswissenschaftler. Er gilt, neben Harald H. Zimmermann, Rainer Kuhlen und anderen, als einer der Begründer der Informationswissenschaft in Deutschland.

## Leben

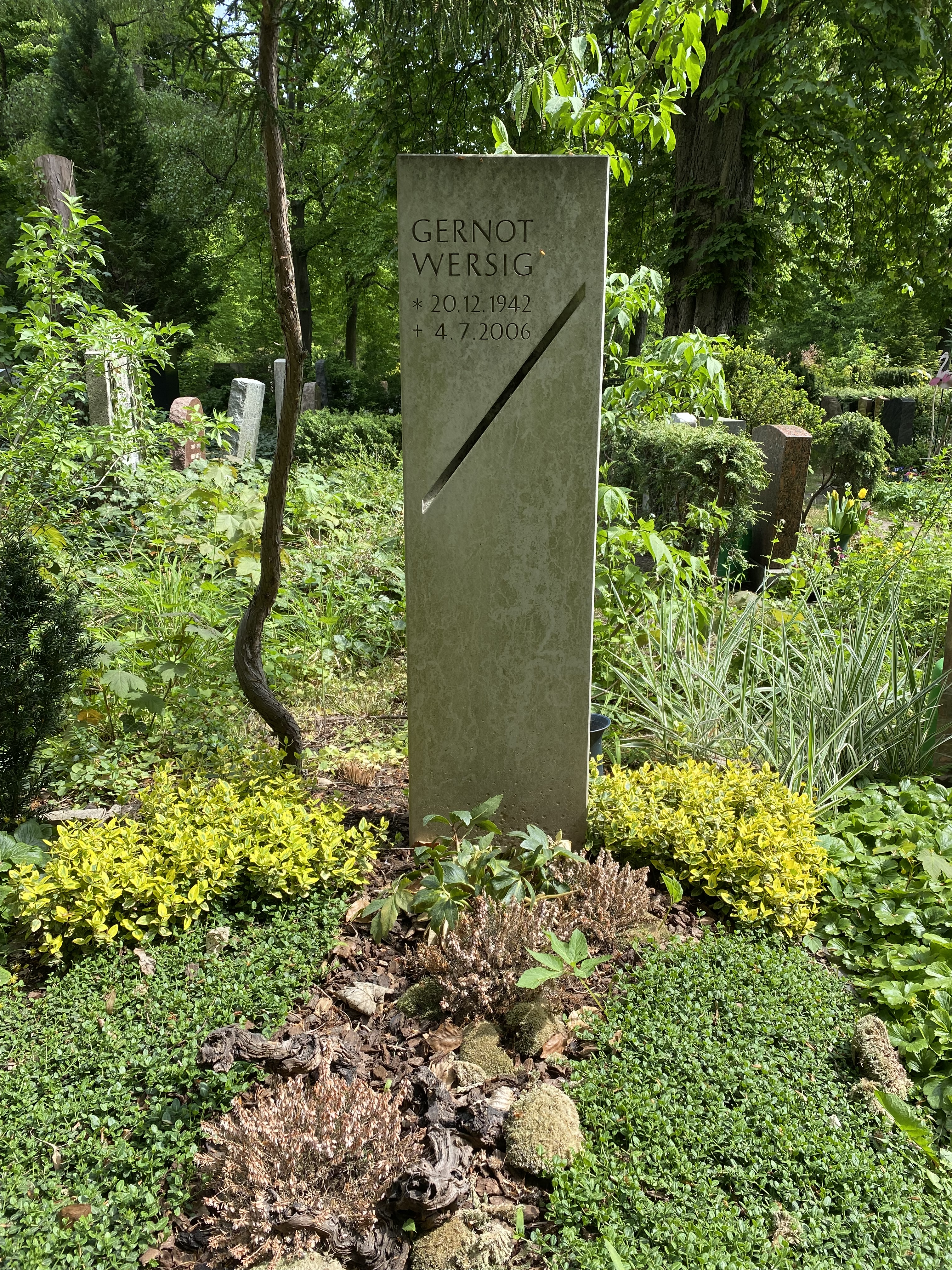
Grabstätte auf dem Friedhof Wilmersdorf

Gernot Wersig studierte die Fächer Publizistik (bei Emil Dovifat), Soziologie und Dokumentationswissenschaft (bei dem Honorarprofessor Hans-Werner Schober) an der Freien Universität Berlin.
1965 war er als Studentische Hilfskraft mit der Herausgabe des publizistikwissenschaftlichen referate-dienstes (prd) beschäftigt und schloss 1967 mit dem Grad eines Magister Artium (M.A.) ab. 1968 bis 1977 arbeitete er als Wissenschaftlicher Mitarbeiter und später als Assistenzprofessor am Institut für Medizinische Statistik und Dokumentation der FU Berlin bei Günther Fuchs.
1971 wurde er zum Dr. phil. in Informations- und Dokumentationswissenschaft promoviert – seine Dissertation Information, Kommunikation und Dokumentation als Grundbegriffe der Informations- und Dokumentationswissenschaft war die erste in diesem Fach; 1972 folgte die Habilitation im Fach Informations- und Dokumentationswissenschaft ohne Habilitationsschrift: Wersig wurden seine bisher rund 50 Publikationen und die Leistung seiner Dissertation kumulativ angerechnet.
1976 startete unter Leitung von Gernot Wersig das vom BMFT finanzierte Drittmittelprojekt FIABID (Integrierte Ausbildungskonzeption für den Tätigkeitsbereich Bibliothek, Information und Dokumentation). 1977 wurde Wersig Professor für Informationswissenschaft an der Freien Universität Berlin; diese Fachrichtung existierte in Berlin unter der Bezeichnung Informations- und Dokumentationswissenschaft seit 1969 (Professor Hans-Werner Schober).
1982 lag der Arbeitsschwerpunkt in der Durchführung des Drittmittelprojekts INSTRAT (Informationssysteme als informationspolitisches Gestaltungspotential und gesellschaftliche Entwicklungsstrategie – Informationswissenschaftliche Grundlagen organisierter Information und Kommunikation als Komponenten individueller und gesellschaftlicher Problembewältigung), in dem die Berliner Informationswissenschaft einige anhaltende inhaltliche Weichenstellungen erfuhr. Wersig kritisierte das BMFT als „Konkursabwickler“, beklagte die einseitige Konzentration auf Informationstechnologien und bescheinigte dem Ministerium „mangelnde Kompetenz, Phantasie […] und Mut“.
Die weiteren 1980er Jahre waren gekennzeichnet durch eine Reihe von Rückschlägen und anhaltende Kapazitätsengpässe in der Lehre: Der Strukturplan der FU Berlin sah zwar die Ausstattung des Faches mit zwei Hochschullehrern und mehreren Wissenschaftlichen Mitarbeitern vor; diese Zusage wurde jedoch nicht umgesetzt. Auch bei den Studierenden fanden Wersigs Vorstellungen nur begrenzte Zustimmung; so versuchte Wersig im Wintersemester 1986/87, den Aspekt der Informationskultur in das Curriculum der Berliner Informationswissenschaft einzubringen, gab dies jedoch auf Wunsch der Studierenden wieder auf. Auch mit seinen wirtschaftsliberalen Überzeugungen – Wersig war Mitglied der FDP – eckte er immer wieder an; so wies er anlässlich der Debatte um den Information Highway darauf hin, man könne Infrastrukturen zwar eine Zeit lang öffentlich fördern, das Ziel müsse jedoch die Marktfähigkeit sein.
In dieser Zeit manifestierte sich Wersigs Interesse an Museen und visueller Kommunikation in einer Reihe von Projekten wie Wirksamkeit öffentlichkeitswirksamer Maßnahmen für Museen und kulturelle Ausstellungen (1985–1987), Museums-Marketing in den USA (1988), Museums-Marketing in Europa (1990–1991), Digitale Bilder in Museen (1995–1996).
Von 1991 bis 1995 amtierte er an der FU Berlin als Dekan des Fachbereichs Kommunikationswissenschaften sowie von 1995 bis 1997 als Geschäftsführender Direktor des Instituts für Publizistik- und Kommunikationswissenschaft derselben Universität. Seit 1995 war er Professor am Arbeitsbereich Informationswissenschaft des Instituts für Publizistik- und Kommunikationswissenschaft der FU Berlin. Die letzten Jahre des 20. Jahrhunderts waren gekennzeichnet durch die Einstellung der Informationswissenschaft an der Freien Universität Berlin; zum Wintersemester 1995/96 wurden letztmals Studierende zugelassen, 1997 lief das Grundstudium aus. Wersig setzte seine Publikationstätigkeit jedoch fort und brachte die Themen wie die Systematik der Informations- und Kommunikationstechnologien in die Publizistik ein, betrachtete jedoch die deutsche Informationswissenschaft als gescheitert („Fehlschlag“).
Um 1990 hatte Wersig einige Jahre Lehraufträge an der Technischen Universität Wien inne und war am Wiener Ludwig Boltzmann Institut für Informationstechnologische Systemforschung tätig.
Gernot Wersigs Forschungs- und Interessenschwerpunkte lagen in den Bereichen Informationsgesellschaft und Postmoderne, Informationstheorie, Trendforschung, Freizeitforschung, Kulturforschung, Wissensforschung und Wissensorganisation, Gestaltung von Softwareprodukten und Software-Marketing, Theorie der visuellen Kommunikation, Anwendungsfelder von Multimedia und Internet, Museumsforschung sowie Bildforschung.
Gernot Wersig war seit 1983 verheiratet mit Petra Schuck-Wersig. Er verstarb 63-jährig in Berlin und wurde auf dem dortigen Friedhof Wilmersdorf (Abt. C 8) beigesetzt.

## Publikationen
Auswahl aus den Buchveröffentlichungen:
- Informationssoziologie. Hinweise zu einem informationswissenschaftlichen Teilbereich. Athenäum, Frankfurt am Main 1973, ISBN 3-7610-5890-X.
- Informatisierung und Gesellschaft. Wie bewältigen wir die neuen Informations- und Kommunikationstechnologien. (Hrsg.; m. Beiträgen von Marianne Buder, Ralf-Dirk Hennings, Dietmar Strauch, Gerhard Vowe u. a.) K. G. Saur, München 1983, ISBN 3-598-10503-7.
- Informations- und Kommunikationsstrukturen der Zukunft. Workshop mit Stanislaw Lem (Hrsg. mit Ralf-Dirk Hennings, Wolfgang Müller M.A., Gerhard Vowe und Beiträgen von Stanislaw Lem, Dietrich Dörner, Herbert W. Franke, Wolfgang Giloi, Winfried Göpfert, Helmut Krauch, Thomas von Randow, Franz Rottensteiner, Thomas Trautner u. a.), Wilhelm Fink Verlag, München 1983, ISBN 3-7705-2199-4.
- Akzeptanz neuer Kommunikationsformen. Forschung als Begleitung, Programm oder Folgenschätzung? (Hrsg. mit Petra Schuck-Wersig; m. Beiträgen von Ralf-Dirk Hennings, Barbara Mettler-Meibom, Jan Tonnemacher, Gunter Windel u. a.) K. G. Saur, München 1985, ISBN 3-598-10599-1.
- Organisations-Kommunikation. Die Kunst ein Chaos zu ordnen. 1989.
- Fokus Mensch. Bezugspunkte postmoderner Wissenschaft: Wissen, Kommunikation, Kultur. Verlag Peter Lang, Frankfurt am Main 1993, ISBN 3-631-45719-7.
- Die Komplexität der Informationsgesellschaft (= Schriften zur Informationswissenschaft; Bd. 26). UVK, Konstanz 1996, ISBN 3-87940-573-5.
- Informations- und Kommunikationstechnologien. Eine Einführung in Geschichte, Grundlagen und Zusammenhänge. Universitätsverlag, Konstanz 2000.
- Versuch einer Bilanz. In: Petra Schuck-Wersig: Informationswissenschaft an der Freien Universität Berlin. Ein Fazit über 30 Jahre. Berlin 2000.
- Medien- und Wertewandel. Das Spannungsverhältnis von Medialisierung und Kultivierung. In: Dokumentation Berliner Sommer-Uni 2001: Wertorientierung und Wertewandel – Übergang in eine ungewisse Zukunft? Berliner Akademie für weiterbildende Studien, Berlin 2002.
- Einführung in die Publizistik- und Kommunikationswissenschaft. Erweitert und aktualisiert von Jan Krone und Tobias Müller-Prothmann. Nomos, Baden-Baden 2009, ISBN 978-3-8329-4225-0.